# Ptinus tesselatus
Ptinus tesselatus là một loài bọ cánh cứng trong họ Ptinidae. Loài này được Gorham miêu tả khoa học năm 1898.